# Tuyamaella jackii
Tuyamaella jackii là một loài Rêu trong họ Lejeuneaceae. Loài này được (Stephani) Tixier miêu tả khoa học đầu tiên năm 1973.